# أتسوغة
الأتسوغة (الاسم العلمي: Tsuga) هو جنس من النباتات يتبع فصيلة الصنوبرية من رتبة الصنوبريات.

## أنواع الأتسوغة
- أتسوغة كندية (الاسم العلمي:Tsuga canadensis)
- أتسوغة كارولينية (الاسم العلمي:Tsuga caroliniana)
- أتسوغة صينية (الاسم العلمي:Tsuga chinensis)
- أتسوغة متنوعة الأوراق (الاسم العلمي:Tsuga diversifolia)
- أتسوغة دغيلية (الاسم العلمي:Tsuga dumosa)
- أتسوغة عفصية (الاسم العلمي:Tsuga thuja)
- أتسوغة متباينة الأوراق (الاسم العلمي:Tsuga heterophylla)
- أتسوغة مرتنسيانية (الاسم العلمي:Tsuga mertensiana)
- أتسوغة سيبولدية (الاسم العلمي:Tsuga sieboldii)
- أتسوغة فورستية (الاسم العلمي:Tsuga forrestii)
- أتسوغة جيفرية (الاسم العلمي:Tsuga jeffreyi)